# بنك سنوراس
بنك سنوراس (بالليتوانية: Bankas Snoras AB) كان بنكًا تجاريًا تأسس في ليتوانيا، وكان يعمل في جميع دول البلطيق الثلاث. كان البنك عضوًا في مجموعة كونفيرسبنك المالية ومدرجًا في بورصة ناسداك فيلنيوس تحت الرمزين (Nasdaq Baltic: SRS1L وSRS2L).

## التاريخ
تأسس بنك سنوراس عام 1992، ونما ليصبح واحدًا من البنوك البارزة في المنطقة، حيث قدم خدمات مصرفية للأفراد والشركات في ليتوانيا ولاتفيا وإستونيا. في 16 نوفمبر 2011، قامت الحكومة الليتوانية بتأميم 100% من أسهم البنك ووضعه تحت إدارة مؤقتة. بعد ثمانية أيام، في 24 نوفمبر 2011، أُعلن إفلاس البنك، وكانت ديونه تبلغ 4 مليارات ليتاس (حوالي 1.16 مليار يورو).